# D02NE
D02NE (ディーぜろにエヌイー) は、NECインフロンティアによって開発された、イー・モバイルによるHSDPA対応のPCカード型データ通信端末。

## 概要
PCカード型データ端末であるD01NEのダウンリンク速度を7.2Mbpsに高速化した機種。

## 仕様（テンプレート外）
- 通信速度
  - 受信最大 7.2 Mbps
  - 送信最大 384 kbps
- 対応OS（各日本語版）
  - Windows 2000 Professional Service Pack4 以降
  - Windows XP Home Edition Service Pack2 以降
  - Windows XP Professional Service Pack2 以降
  - Windows Vista （32ビット版）
  - Windows 7（32ビット版）
- 対応エリア（日本国内）